# 大貫健一
大貫 健一（おおぬき けんいち、1961年3月22日 - ）は、日本の男性アニメーター、キャラクターデザイナー、漫画家。栃木県鹿沼市出身。血液型はO型。

## 来歴・人物
亜細亜堂出身。山崎理、大張正己、西井正典、つるやまおさむと共に南町奉行所の立ち上げに関わり、筆頭アニメーターとして数々のヒット作を担当。耽美な美男子から正統派の美少女まで描き分ける絵柄で男女を問わず人気を得た後、フリーランスとなった。『機甲戦記ドラグナー』当時の本人曰く「メカも得意」とのこと。
画風の特徴としては男性キャラの顔が全体的に細く顎が尖っており目つきが鋭い。またイラストではキャラが流し目をしている場合が多い。

## 参加アニメ・ゲーム作品

### キャラクターデザイン
1985年
- ダーティペア（ゲストキャラクターデザイン）

1987年
- 機甲戦記ドラグナー
- 妖刀伝（-1988年、コミカライズも担当）

1988年
- 鉄拳チンミ
- トウキョウ・バイス

1989年
- アーシアン

1990年
- アーシアン（2）
- 暗黒神伝承 武神（-1992年）

1992年
- 花の魔法使いマリーベル（-1993年、キャラクター原案）

1993年
- FIGHT!!

1995年
- キューティーハニーFX（パッケージイラスト兼任）

1996年
- アーシアン（3、監督兼任）
- BLOODY BRIDE いまどきのバンパイア
- 転校生 (アニメ)

1998年
- サイキックフォース

2003年
- FIRESTORM

2004年
- サムライガン
- 遙かなる時空の中で-八葉抄-（-2005年）

2005年
- メジャー（第2シリーズ、総作画監督も担当）

2006年
- 機動戦士ガンダムSEED C.E.73 STARGAZER

2007年
- メジャー（第3シリーズ、総作画監督も担当）

2008年
- メジャー（第4シリーズ、総作画監督も担当）

2009年
- チャレンジ6年生presentu6年バッチリスタートDVD 夢のチカラ 情熱サッカー編
- メジャー（第5シリーズ、総作画監督も担当）

2010年
- メジャー（第6シリーズ、総作画監督も担当）

2013年
- ガンダムビルドファイターズ（-2014年）

2015年
- モンスターストライク（-2016年）

2016年
- デジモンユニバース アプリモンスターズ（-2017年）

2017年
- ガンダムビルドファイターズ GMの逆襲

2018年
- ゴールデンカムイ
- グラゼニ
- メジャーセカンド（第1シリーズ）

2020年
- ゴールデンカムイ（第三期）

2021年
- 東京リベンジャーズ
- 境界戦機
- ガンダムブレイカー バトローグ

2022年
- 境界戦機（第二部）

2023年
- 境界戦機 極鋼ノ装鬼

2024年
- ループ7回目の悪役令嬢は、元敵国で自由気ままな花嫁生活を満喫する

### ゲーム
- 遙かなる時空の中で（アニメパート作画監督）
- 魔京伝（パッケージイラスト）
- 3×3 EYES 〜三只眼變成〜（原画）

### その他
- がんばれ!!タブチくん!! 初笑い第3弾 あゝツッパリ人生（動画）
- 怪物くん（原画） ※原画デビュー作
- スクライド（原画）
- タイムスリップ10000年プライム・ローズ（原画）
- ドリームハンター麗夢（原画）
- 重戦機エルガイム（原画）
- ダーティペア（作画監督）
- 新・ど根性ガエル（動画）
- 巨神ゴーグ（原画）
- プラレス3四郎（原画）
- コスモス・ピンクショック（作画監督）
- バース（原画）
- 大魔獣激闘 鋼の鬼（原画）
- 装鬼兵MDガイスト（作画監督）
- 王立宇宙軍 オネアミスの翼（原画）
- 破邪大星ダンガイオー（作画監督）
- ヴイナス戦記（原画）
- ZIGGY THE MOVIE それゆけ! R&R BAND （原画）
- ダークサイド・ブルース（原画）
- X -エックス-（作画監督・原画）
- 遙かなる時空の中で-紫陽花ゆめ語り-（総作画監督）
- ガンダムシリーズ
  - 機動戦士ガンダムSEED（作画監督）
  - 機動戦士ガンダムSEED DESTINY（作画監督）
  - 機動戦士ガンダム00（作画監督）
  - 機動戦士ガンダムAGE（作画監督）
  - 機動戦士ガンダム 鉄血のオルフェンズ（キャラクター作画監督）
  - ガンダムビルドダイバーズRe:RISE（キャラクター作画監督）
  - ガンダムビルドメタバース（キャラクター作画監督）
- To Heart 〜Remember my Memories〜（アイキャッチ原画・OP原画）
- ガン×ソード（キャラクター作画監督）
- BLOOD+（原画）
- ゼーガペイン（キャラクター作画監督）
- ときめきメモリアル Only Love（原画）
- バンブーブレード（原画）
- 亡念のザムド（作画監督）
- 明日のよいち!（OP原画）
- 鋼の錬金術師 FULLMETAL ALCHEMIST（作画監督）
- NO.6（作画監督）
- SKET DANCE（原画）
- 薄桜鬼 雪華録（作画監督）
- 緋色の欠片（原画）
- 劇場版イナズマイレブンGO vs ダンボール戦機W（総作画監督）
- 絶園のテンペスト（作画監督）
- 宇宙戦艦ヤマト2199（キャラクター作画監督補佐）
- 棺姫のチャイカ（作画監督・作画監督補佐）
- Classroom☆Crisis（作画監督・作画監督補佐）
- 僕のヒーローアカデミア（作画監督・作画監督協力）
- CHEATING CRAFT（デザインワークス・ゲスト試験官デザイン）
- キャロル&チューズデイ（作画監督）
- いわかける! - Sport Climbing Girls -（第10話ラストカット原画）
- SK∞ エスケーエイト（作画監督）
- ヴァニタスの手記（作画監督）
- ONE PIECE FILM RED（作画監督、原画）
- 映画 プリキュアオールスターズF（原画）

## 漫画作品
- 『妖刀伝』上の巻（原作：鳴海丈、角川書店ニュータイプ100%コミックス、1991年）
- 『少女霊封師阿子』全4巻（原作：吉岡平、秋田書店ホラーコミックススペシャル、1992～1997年）
- 『真田群雄伝』1巻（原作：山崎理、角川書店ドラゴンコミックス、1995年）